# Динник, Николай Яковлевич
Николай Яковлевич Динник (23 июня 1847 — 21 сентября 1917) — русский учёный, исследователь природы Кавказа, географ.

## Биография
Николай Яковлевич Динник родился 23 июня 1847 года в городе Ставрополе в семье служащего палаты государственных имуществ. Окончил Ставропольскую мужскую гимназию.
C 1865 года обучался на естественном отделение физико-математического факультета Московского университета. Во время учёбы особенно интересовался зоологией, его наставниками в этой сфере были Я. А. Борзенков  и  С. А. Усов. Состоял в кружке революционера Ф. В. Волховского. В апреле 1869 года, в его квартире произвели обыск по Нечаевскому делу, а за несколько дней до окончания «кандидатских» экзаменов, в мае 1869 года, Динник был арестован как политически неблагонадёжный, исключён из университета и по распоряжению министра внутренних дел,отправлен на родину, в Ставрополь, под надзор полиции. Приехав в Ставрополь Николай Яковлевич начал изучать природу Северного Кавказа.
В апреле 1873 года, по освобождении из-под надзора, получил разрешение поступить в Московский университет, где 27 октября 1873 года он сдал экзамены за курс университета и получил степень кандидата естественных наук.
В 1874 году возвращается в Ставрополь и устраивается на должность преподавателя естествоведения Ольгинской женской гимназии.
Всё свободное время посвящал путешествию по горам Кавказа, во время которых занимался любимым занятием — охотой. Во время своих путешествий он так же занимался и научной деятельностью, в основном изучая ледники и позвоночных животных.
В 1877 году в журнале «Природа» напечатана его первая статья: «Горы и ущелья северо — западного Кавказа». В последующем публиковался в таких изданиях как «Материалы к познанию фауны и флоры России», «Природа и Охота», в «Естествознание и География». Одна из самых больших его работ «Современные и древние ледники Кавказа» вышла в 1890 году в «Записках Кавказского отдела Русского географического общества», получила много положительных отзывов.
В начале XX века в Ставрополе Г. К. Праве приступил к созданию краеведческого музея. Николай Яковлевич передал очень много экспонатов в фонд музея отображающих флору и фауну Ставрополья.
Николай Яковлевич много лет состоял гласным городской Думы.

## Семья
- Мартынова, Анна Васильевна — жена.
- Динник, Александр Николаевич — сын, российский и советский учёный[источник не указан 4284 дня]
- Мартынов, Сергей Васильевич — шурин, известный революционер.

## Память
В честь Динника названа одна из вершин хребта Абишира-Ахуба (Западный Кавказ) — пик Динника (3173 метра).
В его честь были названы открытые и изученные им и его последователями животные и растения:
- гадюка Динника (Vipera dinniki),
- тур Динника (Capra dinniki Sat),
- восточно-кавказская ласка (Mustela nivalis dinniki Sat),
- предкавказский земляной зайчик (Alactagus acontion dinniki Sat).
- камнеломка Динника (Saxifraga dinniki Schmal)

Из этих названий в настоящее время международно признанным является только название Vipera dinniki — гадюка Динника.

## Награды и звания
- Золотая медаль Императорского Русского Географического Общества за труд по кавказоведению (1888 год).
- Ахматовская премия Петербургской Академии Наук за труд «Звери Кавказа».
- «Почётный гражданин города Ставрополя» (21 февраля 1913 года — «за долголетнюю плодотворную педагогическую деятельность и ценные учёные труды по исследованию местного края»)[2][8]

## Список печатных работ, статей и заметок
- Динник Н. Я. Горы и ущелья северо-западного Кавказа // Усов С. А., Сабанеев Л. П.. Природа : периодический сборник. — 1877. — № кн. II. — С. 47—77.
- Динник Н. Я. Несколько слов о Кавказском горном тетереве // Природа и Охота : журнал. — 1880. — № кн. VI. — С. 1—22.
- Динник Н. Я. Несколько слов о Кавказском горном тетереве // Природа и Охота : журнал. — 1880. — № кн. V. — С. 13—18.
- Динник Н. Я. Орнитологические наблюдения в окрестностях г. Ставрополя. Зима и весна 1880 года // Природа и Охота : журнал. — 1881. — № кн. IV. — С. 68—71.
- Динник Н. Я. Эльбрус, его отроги и ущелья // Известия Кавказского Отделения Русского Географического Общества : журнал. — 1881. — Т. VI, № 3. — С. 265—286.
- Динник Н. Я. Кавказские горные козлы // Труды Санкт-Петербургского Общества Естествоиспытателей. — 1882. — Т. XIII.
- Динник Н. Я. Эльбрус, его отроги и ущелья // Ставропольские губернские ведомости. — 1882. — С. 12—14.
- Динник Н. Я. Горы и ущелья Терской области // Известия Кавказского Отделения Русского Географического Общества : журнал. — 1884. — Т. XIII, № 1. — С. 1—48.
- Динник Н. Я. Осетия и верховья Риона // Известия Кавказского Отделения Русского Географического Общества : журнал. — 1884. — Т. XIII, № 1. — С. 49—100.
- Динник Н. Я. Горы и ущелья Кубанской области // Известия Кавказского Отделения Русского Географического Общества : журнал. — 1884. — Т. XIII, № 1. — С. 307—364.
- Динник Н. Я. Несколько слов о выписке ружья 1 Новотни // Природа и Охота : журнал. — 1884. — № кн. IX. — С. 46—49.
- Динник Н. Я. Кавказский горный козёл // Природа и Охота : журнал. — 1884. — № кн. III. — С. 1—14.
- Динник Н. Я. Кавказский тетерев // Природа и Охота : журнал. — 1884. — № кн. IX. — С. 15—20.
- Динник Н. Я. Из Европы в Азию // Северный Кавказ. — 1885. — № 21,22.
- Динник Н. Я. В снегах и льдах Кавказа // Природа и Охота : журнал. — 1886. — № кн. III. — С. 15—28.
- Динник Н. Я. Орнитологические наблюдения на Кавказе // Труды Санкт-Петербургского Общества Естествоиспытателей. — 1886. — Т. XVII.                                                                                                                                                                                       * Динник Н. Я. Оштен и окружающие его части Кубанской области - Тифлис. 1894 год
- Динник Н. Я. Медведь и его образ жизни на Кавказе - Москва, 1896 год
- Динник Н. Я. Кубанская область в верховьях рек Уруштена и Белой - Тифлис, 1898 год
- Динник Н. Я. Верховья Большого Зеленчука и хребет Абишира-Ахуба. Тифлис. 1899  год
- Динник Н. Я. Верховья малой Лабы и Мзымты. Тифлис. 1902 год \\ Записки Кавказского отделения императорского  Русского  географического общества - кн. 22 вып. 5
- Динник Н. Я. Верховья Большой Лабы и перевал Цагеркер. Тифлис. 1905 год
- Динник Н. Я. По Чечне и Дагестану. Тифлис. 1905 год. \\ Записки Кавказского отделения Русского географического общества - кн. 25 вып. 4
- Динник Н. Я. Звери Кавказа. ч. 1-2. Китообразные, копытные и хищные. - Тифлис. 1914 год \\ Записки Кавказского отдела императорского Русского географического общества - кн. 27 , вып 1 - 2
- Динник Н. Я. Общий очерк фауны Кавказа. — Ставрополь, 1910.

## Адреса
- г. Ставрополь улица Воробьёва (Дзержинского).